# Turið Sigurðardóttir
Pour les articles homonymes, voir Sigurðardóttir.
Turið Sigurðardóttir, née le 12 août 1946 à Copenhague, est une universitaire et traductrice féroïenne. Elle vit à Tórshavn, où elle enseigne à l'université des Féroé.

## Éléments biographiques
Turið Sigurðardóttir est la fille de Sigrið av Skarði, universitaire et journaliste féministe, et de Sigurð Joensen, avocat et militant du Parti républicain (Tjóðveldisflokkurin), favorable à l'indépendance des îles Féroé. Son nom de famille, Sigurðardóttir, qui signifie littéralement « fille de Sigurð », est un nom patronymique conforme à l'usage féroïen.
Diplômée de langue et littérature islandaises et de littérature générale de l'Université d'Islande à Reykjavík, Turið Sigurðardóttir est également titulaire d'une maîtrise en littérature générale de l'université de Copenhague.
À l'université des Féroé, où elle enseigne la littérature et la traduction, ses principaux centres d'intérêt et thèmes de recherche sont la littérature féroïenne, l'histoire de la littérature, la littérature jeunesse et la poésie. 
Membre de divers institutions et organismes universitaires, notamment de la Commission de la langue féroïenne et du jury chargé de décerner le Prix de littérature féroïenne, Turið Sigurðardóttir représente également l'Association des écrivains féroïens au sein du jury chargé d'attribuer le grand prix de littérature du Conseil nordique.
Turið Sigurðardóttir a publié de nombreux ouvrages et articles d'histoire et de critique littéraires, portant principalement sur des auteurs féroïens, ainsi qu'un manuel d'islandais langue étrangère (en féroïen). Elle a collaboré à la rédaction d'une anthologie de nouvelles féroïennes en norvégien. Enfin, elle a traduit en féroïen, à partir de l'islandais, du suédois et de l'anglais, des auteurs aussi différents que Halldór Laxness (Salka Valka), Gestur Pálsson, Þorgils gjallandi, Amy Tan, Maria Gripe et Astrid Lindgren (cinq albums de Fifi Brindacier). Son œuvre maîtresse à ce jour est toutefois la publication, en sept volumes, des œuvres complètes de son grand-père, l'écrivain Símun av Skarði.
En 2006, dans le cadre de l'accord de coopération culturelle entre les îles Féroé et les Shetland signé en 2003, Turið Sigurðardóttir a organisé une conférence sur l'œuvre du linguiste féroïen Jakob Jakobsen (1864-1918), spécialiste du norne, langue scandinave parlée jadis aux Shetland et aux Orcades.

## Ouvrages universitaires
- (en collaboration avec Malan Marnersdóttir) Føroysk bókmentasøga (Histoire de la littérature féroïenne), vol. I, 689 pages, NÁM, Tórshavn 2011, vol. II en préparation
- Bókmentasøgur. Greinasavn, Føroya Fróðskaparfelag, 2004 (recueil d'articles sur l'histoire de la littérature féroïenne)
- Hugtøk í bókmentafrøði, Sprotin 1998
- Sigert, Ungu Føroyar 1994
- Lærið íslendskt 1. Mállæra, Føroya Skúlabókagrunnur, 1987 (manuel d'islandais pour étrangers: grammaire)
- Lærið íslendskt 2. Tekstir og orðasavn, Føroya Skúlabókagrunnur, 1987 (manuel d'islandais pour étrangers: textes et lexique)
- Lærið íslendskt Ljóðband, Føroya Skúlabókagrunnur, 1987 (manuel d'islandais pour étrangers: cassettes audio)

### Traductions
- Halldór Laxness Salka Valka, Ungu Føroyar, Tórshavn 2005
- Astrid Lindgren Pippi heldur føðingardag Bókadeild Føroya Lærarafelags, Tórshavn 2000
- Astrid Lindgren Pippi í Suðurhøvum Bókadeild Føroya Lærarafelags, Tórshavn 1999
- Astrid Lindgren Kennir tú Pippi Langsokk? Bókadeild Føroya Lærarafelags, Tórshavn 1996
- Maria Gripe Hugo og Josefina Bókadeild Føroya Lærarafelags, Tórshavn 1996
- Maria Gripe Hugo Bókadeild Føroya Lærarafelags, Tórshavn 1996
- Astrid Lindgren Pippi fer umborð Bókadeild Føroya Lærarafelags, Tórshavn 1995
- Amy Tan Eydnufelagið Sprotin, Tórshavn 1993
- Astrid Lindgren, Pippi Langsokkur Bókadeild Føroya Lærarafelags, Tórshavn 1993
- Þorgils gjallandi Leidd í kirkju, Tórshavn 1992
- Gestur Pálsson Úr Trúlovanartíðini, Tórshavn 1992
- Halldór Laxness: Salka Valka 1 og 2, Emil Thomsen, Tórshavn 1972, 1978

### Autres publications
- Modernaðir teoretikarar. Átta greinir. Setursrit 2. Føroya Fróðskaparfelag, Tórshavn 2005
- Símun av Skarði Streingir, ið tóna i-VII. Ritsavn (œuvres complètes), Fannir, Tórshavn 1998-2004
- Christian Matras (philologue) Aldarminning. Føroya Fróðskaparfealg, Tórshavn 2002
- Jørgen-Frantz Jacobsen Vit skulu sjálvir. Greinir úr Tingakrossi 1925-1935 Fannir, Tórshavn 2000
- Úthavsdagar (en collaboration avec Malan Marnersdóttir) Føroya Fróðskaparfelag/Norðurlandahúsið, Tórshavn 2000
- Sigurð Joensen Tekstir 1940-1992, Ungu Føroyar, Tórshavn 1998
- Sigurð Joensen Kjørbreyt, Ungu Føroyar, Tórshavn 1998
- Märta Tikkanen Kærleikssøga aldarinnar, traduit du suédois par Laura Joensen. Edition scolaire, en collaboration avec Bergljót av Skarði, Føroya Skúlabókagrunnur/Rúsdrekka- og narkotikaráðið, Tórshavn 1998
- Halldór Laxness Íslandsklokkan 1. bók. (La cloche d'Islande, traduit de l'islandais par Sigurð Joensen (édition scolaire), Føroya Skúlabókagrunnur/Ungu Føroyar, Tórshavn 1997
- Fyrste ferda bort. Færøyske noveller (en collaboration avec Gudlaug Nedrelid et Idar Stegane), Det Norske Samlaget, Oslo 1993
- Frændafundur 1-4. Rit frá før.-ísl (en collaboration avec Magnús Snædal), ráðstevnum við Háskóla Íslands og á Fróðskaparsetri Føroya, Tórshavn 1992-2001
- Sigurð Joensen, Eg stoyti heitt 1 og 2. Savnrit, Mentunargrunnur Studentafelagsins, Tórshavn 1987
- Brá 1982-93 (en collaboration) (revue littéraire)